# 鎮国寺
鎮国寺（ちんこくじ）は、福岡県宗像市吉田に所在する寺院。宗派は真言宗御室派で別格本山。山号は屏風山。本尊は大日如来。九州西国霊場第三十一番札所、九州八十八箇所霊場第八十八番、九州三十六不動霊場第三十四番札所、九州三十三観音霊場第一番札所。昔は宗像大社の神宮寺であった。

## 概要
寺伝によれば、空海（弘法大師）が第16次遣唐使船で唐に渡航中に大暴風雨に遭遇した際に、海の守護神・宗像三神などに祈誓を込めたところ、波間に不動明王が現れ、右手に持っていた利剣で波を左右に振り払い、暴風雨を静め、空海は無事に入唐することが出来たという。
その後、長安（現在の西安）に於いて青龍寺の恵果和尚より真言の秘法を授かり、806年に博多に到着し帰国すると、まず宗像大社に礼参した。その時、屏風山の瑞雲が棚引くのを見て、奥の院岩窟に於いて修法を始めたところ、「この地こそは鎮護国家の根本道場たるべき霊地」というお告げを聞き、一宇を建立して屏風山鎮国寺と号した。このころ空海は大宰府に数年間滞在している。
御室派仁和寺第50世門跡、立部祐道同派前管長の自坊である。なお父の立部瑞祐も御室派第43世門跡であった。

## 境内

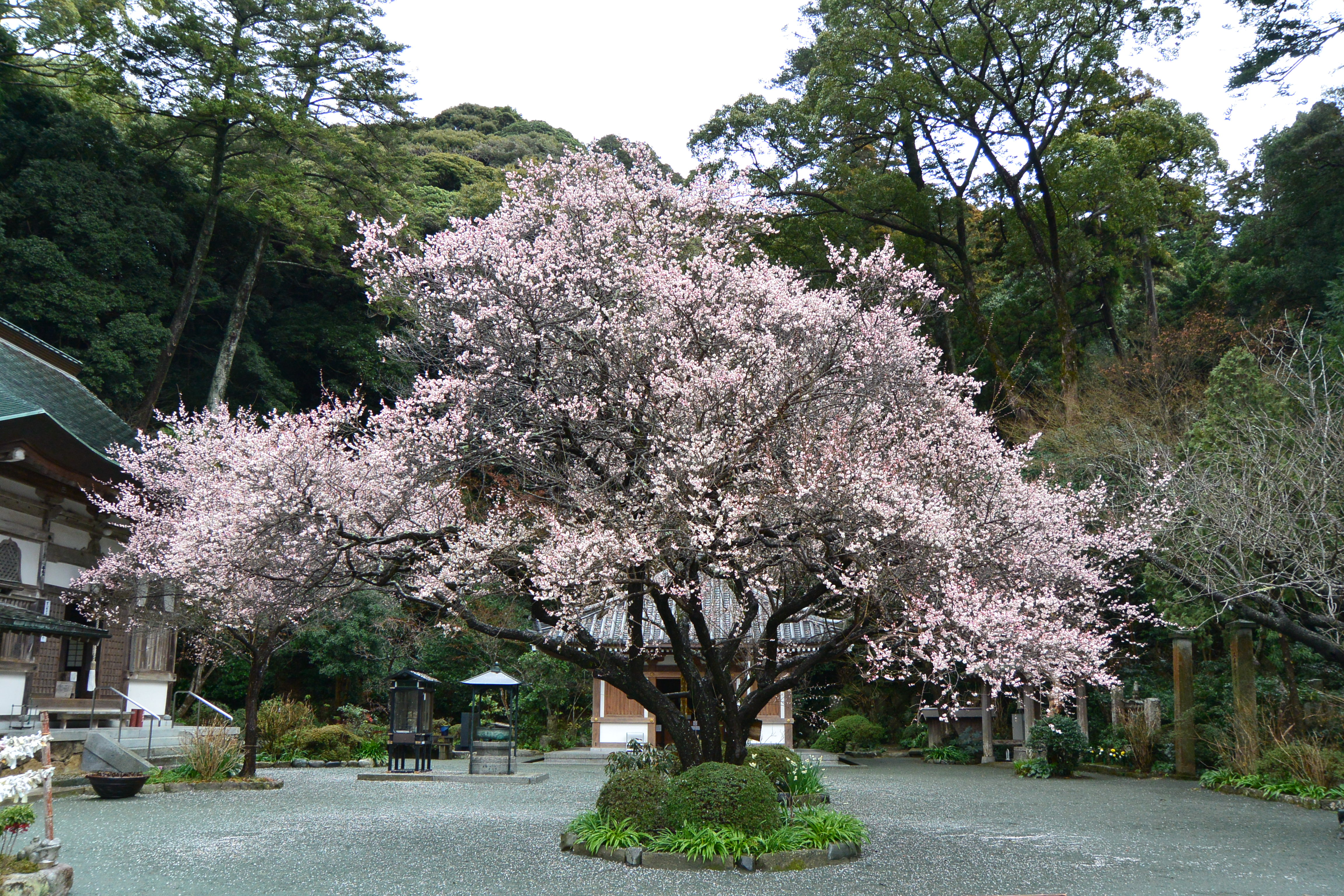
本堂の前に咲くウメの花、2014年2月

宗像大社のすぐ東、釣川を渡った小高い丘の上に鎮座する。境内には多様な花木が植えられており、「花の寺」とも呼ばれている。
本堂は慶安3年（1650年）、福岡藩二代藩主黒田忠之の再建で宗像市指定文化財。4月28日のみ開帳される秘仏の木造不動明王立像は、国の重要文化財。五仏堂の仏像群は福岡県指定文化財。

## 土産
宗像市の名物、饅頭の「ちんこく」は鎮国寺ゆかりの饅頭。菓子店、鎮国饅頭の鼓家の商品。

## 交通アクセス
- JR九州鹿児島本線東郷駅から西鉄バス神湊波止場ゆきに乗車し「宗像大社前」下車、徒歩17分（1.4km）
- マイカーの場合、九州自動車道若宮インターチェンジから17㎞、もしくは古賀インターチェンジから16㎞
- 駐車場あり